# Bleifarbige Kegelschnecke
Die Bleifarbige Kegelschnecke oder der Bleifarbige Kegel (Conus lividus) ist eine Schnecke aus der Familie der Kegelschnecken (Gattung Conus), die im Indopazifik verbreitet ist und sich von Eichelwürmern und Vielborstern, insbesondere von Schopfwürmern ernährt.

## Merkmale
Conus lividus trägt ein kleines bis mäßig großes, mäßig leichtes bis mäßig festes Schneckenhaus, das bei ausgewachsenen Schnecken 3 bis 8 cm Länge erreicht. Der Körperumgang ist kegelförmig bis breit kegelförmig, der Umriss fast gerade, im Viertel an der Basis etwas konvex. Die Schulter ist gewinkelt und stark bis schwach mit bisweilen hinfälligen Tuberkeln besetzt. Das Gewinde ist niedrig bis mittelhoch, sein Umriss gerade bis leicht konkav. Der Protoconch hat etwa 4 Umgänge. Die ersten Umgänge des Teleoconchs sind mit Tuberkeln besetzt. Die Nahtrampen des Teleoconchs sind flach mit 2 auf 4 zunehmenden spiraligen Rillen. Der Körperumgang ist in der Hälfte zur Basis hin oft mit wechselnd körnigen, spiralig verlaufenden Rippen versehen, manchmal bis zur Mitte.
Der Körperumgang ist hell olivfarben bis gelblich-braun mit schmalen, weißen, spiralig verlaufenden Banden in der Mitte und an der Schulter, die mit Bläulichgrau oder Rosa eingefärbt sein können. Die Basis ist dunkel purpurfarben. Der Apex ist meist rosa, der Protoconch gelb. Die späteren Umgänge des Gewindes und die Schulter sind weiß, gelegentlich unterlegt mit bläulich-grauer oder blass orangevioletter Färbung. Das Innere der Gehäusemündung ist tief purpur-violett hinter einem schmalen orangebraunen Rand mit blassen Banden in der Mitte und an der Schulter.
Das mäßig dicke, durchscheinende bis undurchsichtige Periostracum ist gelblich-olivfarben bis gräulich braun und mit feinen axialen Rippen, manchmal auch mit gedrängten spiraligen Reihen von Büscheln auf dem Körperumgang besetzt.
Der Fuß ist violett bis bräunlich-rot, manchmal dunkel olivfarben mit dunkelbraunen bis schwarzen Flecken und weißen Punkten. Die Fußsohle kann deutlich dunkler sein und so mit der helleren Oberseite kontrastieren. Die weißen Punkte fehlen manchmal ganz, und die schwarzen Flecken können so dicht sein, dass der gesamte Fuß schwarz erscheint. Die schwarzen Flecken auf der Oberseite sind vor dem Rand manchmal zu einem breiten Band konzentriert, während der Mittelbereich und der unmittelbare Randbereich fleckenlos sind, gelegentlich auch der Randbereich der Fußsohle. Das Rostrum und die Fühler sind rot bis dunkelpurpur, oft mit schwarzen Flecken und weißen Punkten, wobei letztere an den Fühlerspitzen besonders dicht sein können. Der Sipho ist purpurfarben bis dunkelrot oder dunkel olivfarben, wechselnd schwarz gefleckt und weiß gepunktet, wobei die weißen Punkte in ihrer Anzahl variieren und ganz fehlen können und die schwarzen Flecken so dicht sein können, dass der Sipho ganz schwarz mit einer schmalen roten Kante erscheint.
Die mit einer Giftdrüse in Verbindung stehenden Radula-Zähne sind schlank und haben an der Spitze einen Widerhaken und gegenüber eine sehr schwache Schneide. Direkt hinter dem Widerhaken sitzt eine Gruppe kleiner Zacken, und auf zwei Drittel der Länge des Schafts ragt ein großer Zacken hervor. An der Basis sitzt ein deutlicher Sporn.

## Verbreitung und Lebensraum
Conus lividus ist im gesamten Indopazifik verbreitet.
Er ist gelegentlich in der Gezeitenzone und häufig darunter auf Korallenriffen anzutreffen. Er lebt auf Sandflächen, Korallengeröll mit oder ohne Sand, Kalkstein von Korallen mit Algenbewuchs, nacktem Kalkstein und toten Korallen.

## Entwicklungszyklus
Wie alle Kegelschnecken ist Conus lividus getrenntgeschlechtlich, und das Männchen begattet das Weibchen mit seinem Penis. Das Weibchen legt flache, 6 bis 17 mm lange und 6 bis 12 mm breite Eikapseln mit kurzen Stielen und feingekerbten Rändern in Reihen auf Basalplatten an der Unterseite von Korallenfelsen oder auf nacktem Kalkstein ab. Jede Kapsel enthält etwa 2000 bis 3300 Eier mit einem Durchmesser von etwa 135 bis 150 µm. Hieraus wird geschlossen, dass die Veliger-Larven mindestens 28 bis 29 Tage lang frei schwimmen, bevor sie niedersinken und zu kriechenden Schnecken metamorphosieren. Larven von Eiern von der Küste vor Hawaii schwammen in Aquarien 50 Tage bis zu ihrer Metamorphose.

## Ernährung
Conus lividus frisst Eichelwürmer und Vielborster, vorwiegend aus der sedentären Familie der Schopfwürmer (Terebellidae), aber auch Maldanidae und Vertreter der erranten Nereididae und Eunicidae sowie Schnurwürmer, die mit einem Radulazahn harpuniert und durch das hoch wirksame Giftgemisch aus der Giftdrüse paralysiert werden.